# 晶圓

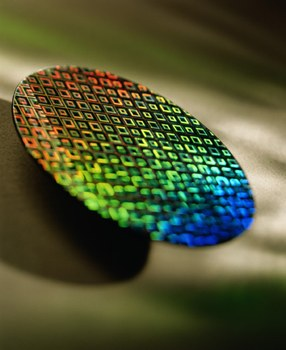
經蝕刻（etch）製程處理後的晶圓

晶圆（英語：Wafer）是半导体晶体圆形片的简称，其为圆柱状半导体晶体的薄切片，用于集成电路制程中作为载体基片，以及制造太阳能电池；由于其形状为圆形，故称为晶圆。最常见的是硅晶圆，另有氮化镓晶圆、碳化硅晶圆等；一般晶圆產量多為单晶硅圆片。
晶圆是最常用的半导体元件，按其直径分为3英寸、4英寸、5英寸、6英寸、8英寸等规格，近来发展出12英寸甚至研發更大规格（14英吋、15英吋、16英吋、20英吋以上等）。晶圆越大，同一圆片上可生产的集成电路（integrated circuit, IC）就越多，可降低成本；但对材料技术和生产技术的要求更高，例如均勻度等等的問題，使得近年來晶圓不再追求更大，有些時候廠商會基於成本及良率等因素而停留在成熟的舊製程。一般認為矽晶圆的直径越大，代表著这座晶圆厂有更好的技術，在生产晶圆的过程当中，良品率是很重要的条件。

## 製造過程

柴可拉斯基法示意圖

很簡單的說，首先由普通矽砂拉製提煉，經過溶解、提純、蒸餾一系列措施製成單晶矽棒，單晶矽棒經過切片、拋光之後，就得到了單晶矽圓片，也即單晶矽晶圓。
1. 将二氧化矽礦石（石英砂）与焦炭混合后，經由電弧爐加热还原，即生成粗矽（纯度98%，冶金级）。SiO2 + C = Si + CO2 ↑ [3]
2. 鹽酸氯化並經蒸餾後，製成了高純度的多晶矽（半导体级純度11个9，太阳能级7个9），因在精密電子元件當中，矽晶圓需要有相當的純度（99.999999999%），不然會產生缺陷。
3. 晶圓製造廠再以柴可拉斯基法將此多晶矽熔解，再於溶液內摻入一小粒的矽晶體晶種，然後將其慢慢拉出，以形成圓柱狀的單晶矽晶棒，由於矽晶棒是由一顆小晶粒在融熔態的矽原料中逐漸生成，此過程稱為「長晶」。這根晶棒的直徑，就是晶圓的直径。
4. 矽晶棒再經過切片、研磨、拋光後，即成為積體電路工廠的基本原料——矽晶圓片，這就是「晶圓」（wafer）。
5. 晶圓經多次光罩處理，其中每一次的步驟包括感光劑塗佈、曝光、顯影、腐蝕、滲透、植入、蝕刻或蒸著等等，將其光罩上的電路複製到層層晶圓上，製成具有多層線路與元件的IC晶圓，再交由後段的測試、切割、封裝廠，以製成實體的積體電路成品。一般來說，大晶圓（12吋）多是用來製作記憶體等技術層次較高的IC，而小晶圓（6吋）則多用來製作類比IC等技術層次較低之IC，8吋的話則都有。

從晶圓要加工成為產品需要專業精細的分工。

## 晶圆特性

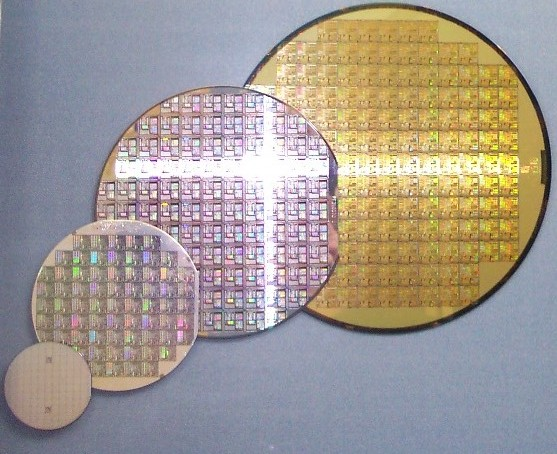
2吋、4吋、6吋、與8吋晶圓

### 标准晶圆尺寸

#### 硅衬底
硅晶圆的直径种类多样，从25.4毫米（1英寸）到300毫米（11.8英寸）不等。半导体制造厂（俗称“晶圆厂”）的分类通常依据其可加工的晶圆直径。为了提升产量并降低成本，晶圆直径逐步扩大，目前最先进的晶圆厂使用300毫米晶圆，未来计划采用450毫米晶圆。英特尔、台积电与三星分别在推进450毫米“原型”晶圆厂的研发，尽管仍面临诸多技术挑战。
| 晶圆尺寸                    | 典型厚度 | 引入年份 | 单片晶圆重量 | 每片晶圆上可切割的100mm2（10mm）芯片数量 |
| --------------------------- | -------- | -------- | ------------ | ---------------------------------------- |
| 1英寸（25.4毫米）           |          | 1960     |              |                                          |
| 2英寸（50.8毫米）           | 275 μm   | 1969     |              | 9                                        |
| 3英寸（76.2毫米）           | 375 μm   | 1972     |              | 29                                       |
| 4英寸（101.6毫米）          | 525 μm   | 1976     | 10克         | 56                                       |
| 4.9英寸（125毫米）          | 625 μm   | 1981     |              | 95                                       |
| 6英寸（150毫米）            | 675 μm   | 1983     |              | 144                                      |
| 8英寸（200毫米）            | 725 μm   | 1992     | 53克         | 269                                      |
| 12英寸（300毫米）           | 775 μm   | 1999     | 125克        | 640                                      |
| 17.7英寸（450毫米，提案）   | 925 μm   | –        | 342克        | 1490                                     |
| 26.6英寸（675毫米，理论值） | 未知     | –        | 未知         | 3427                                     |

使用非硅材料生长的晶圆，其厚度与同直径的硅晶圆可能不同。晶圆厚度取决于所用材料的机械强度；晶圆必须足够厚以在搬运过程中承受自身重量而不开裂。表中厚度反映的是该制程首次引入时的参数，未必适用于当今所有工艺。例如，IBM的BiCMOS7WL工艺使用的是8英寸晶圆，但厚度仅为200μm。晶圆重量随厚度增加而增加，并与直径的平方成正比。引入年份并不表示工厂会立即更换设备，实际上，许多工厂不会进行升级，而是通过新建生产线来部署新技术，从而导致旧有与新技术长期并存。

#### 氮化镓衬底
氮化镓（GaN）衬底晶圆通常有着自己独立的发展时间线，其发展速度远落后于硅衬底，但领先于其他类型衬底。全球首个由GaN制成的300毫米晶圆由英飞凌在2024年9月发布，这意味着在不久的将来，他们可能启用全球首座实现300毫米GaN晶圆商业产出的工厂。

#### 碳化硅衬底
与此同时，全球首个200毫米碳化硅（SiC）晶圆由意法半导体于2021年7月发布。截至2024年，尚不清楚200毫米SiC是否已进入量产阶段，目前商业化SiC晶圆的最大尺寸通常仍为150毫米。

#### 蓝宝石上硅
蓝宝石上的硅（SOS）不同于硅衬底，因为其衬底为蓝宝石，而上层为硅，外加外延层和掺杂材料可以是任意种类。截至2024年，商业生产中的SOS晶圆最大尺寸通常为150毫米。

#### 砷化镓衬底
截至2024年，砷化镓（GaAs）晶圆在商业生产中最大一般为150毫米。

#### 氮化铝衬底
氮化铝（AlN）晶圆在商业应用中通常为50毫米或2英寸，而100毫米或4英寸的晶圆则在由旭化成等晶圆供应商开发中，截至2024年。然而，某种晶圆即使已商品化，并不意味着已存在能在该晶圆上制造芯片的加工设备。实际上，这类设备通常会滞后于材料开发，直到有付费的终端客户需求出现。即使设备研发成功（通常需数年），晶圆厂还需要额外数年时间来掌握如何高效使用这些设备。

#### 晶圆尺寸的历史性增长
晶圆制造中的一个工艺步骤，如蚀刻，可以随着晶圆面积的增加而制造出更多芯片，而单位工艺步骤的成本增长通常慢于晶圆面积的增长。这便是推动晶圆尺寸增加的成本基础。从200毫米晶圆向300毫米晶圆的转换始于2000年代初，这一转变使得单位芯片的成本降低约30-40%。更大直径的晶圆可容纳更多芯片。

#### 光伏
截至2020年，中国正在逐步淘汰M1晶圆尺寸（156.75毫米）。多个非标准晶圆尺寸已经出现，目前正积极推动全面采用M10标准（182毫米）。与其他半导体制造过程一样，降低成本依然是尝试提升晶圆尺寸的主要推动力，尽管不同设备的制造流程存在差异。

## 著名晶圓廠商

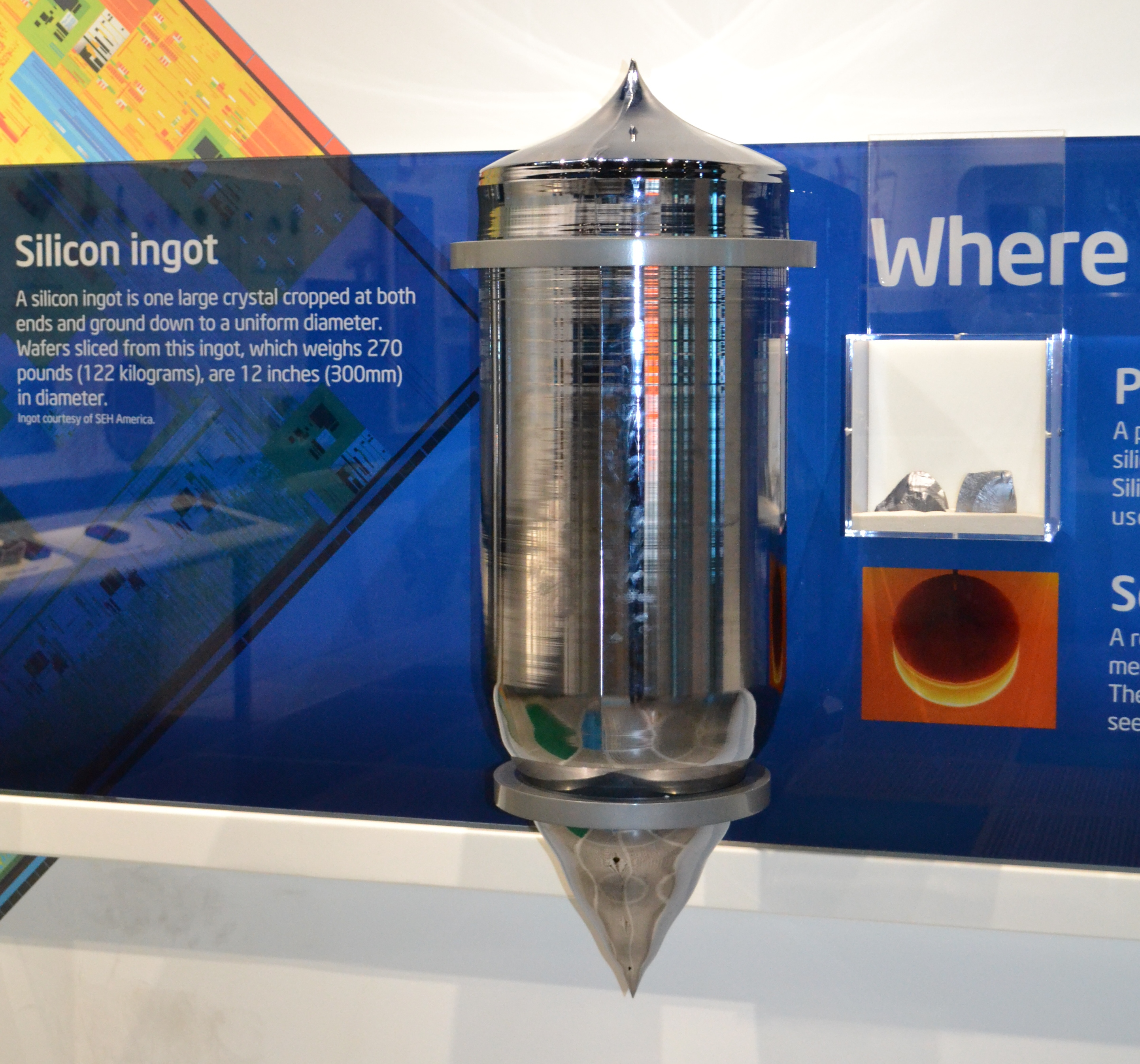
英特爾博物館所展示的矽晶棒

英特尔（Intel）等公司，自行設計並製造自己的IC晶圓，直至完成並行銷其產品，即為垂直整合製造商（IDM）。而三星電子等，則兼有晶圓代工及自製業務。

### 晶圓基片製造
例如：環球晶（台灣股票代號：6488）、合晶（台灣股票代號：6182）、中美晶（台灣股票代號：5483），日本的信越化學、SUMCO（勝高），美國的Cree（科銳）。

### 晶圓代工
著名晶圓代工廠有台積電、安森美、聯華電子、格羅方德（Global Foundries）及中芯國際等。

### 封裝測試
日月光半導體、艾克爾國際科技等則為世界前二大晶圓產業後段的封裝、測試廠商。

## 其他相关

### 多晶矽生產
主要制造多晶矽的大廠有：
Hemlock（美國）、MEMC（美國）、Wacker（德國）、REC（挪威）、東洋化工/OCI（韓國）、德山/Tokuyama（日本）和 协鑫集团/GCL（中國）。

### IC设计
仅从事IC設計的公司有美国的高通、輝達、AMD，台湾的威盛、聯發科技等。

### 記憶體
南亞科技、瑞晶科技（現已併入美光科技，更名台灣美光記憶體）、Hynix、美光科技（Micron）等則專於記憶體產品。

### 生產設備
- 曝光機：艾司摩爾（ASML）、尼康（Nikon）、佳能（Canon）
- 其他：應用材料、東京威力科創